# Libertador (Libertador)
Pour les articles homonymes, voir Libertador.
Libertador est l'une des quatre paroisses civiles de la municipalité de Libertador dans l'État de Táchira au Venezuela. Sa capitale est Abejales, chef-lieu de la municipalité.